# Beatriz Galindo

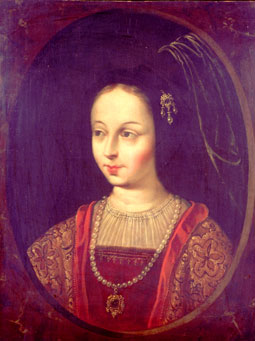
Beatriz Galindo, unbekannter Künstler, 15. Jahrhundert

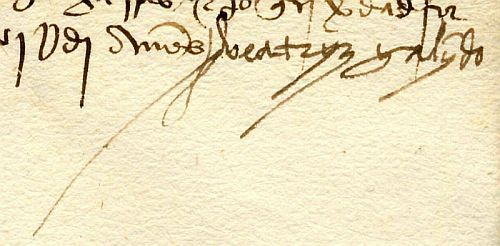
Unterschrift von Beatriz Galindo als Bestätigung auf einer Schenkung Isabellas (Granada, 19. März 1501)

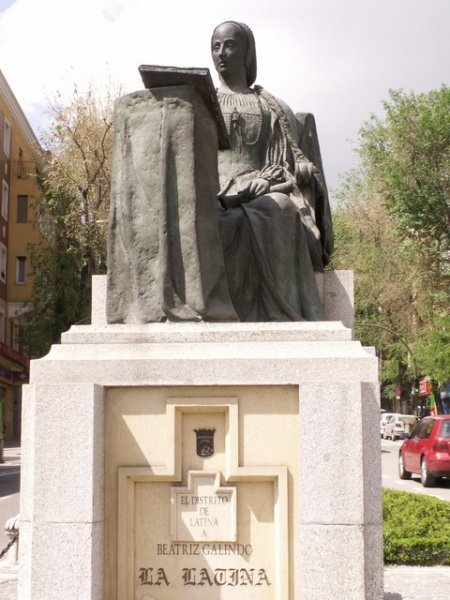
Denkmal der Beatriz Galindo in Madrid

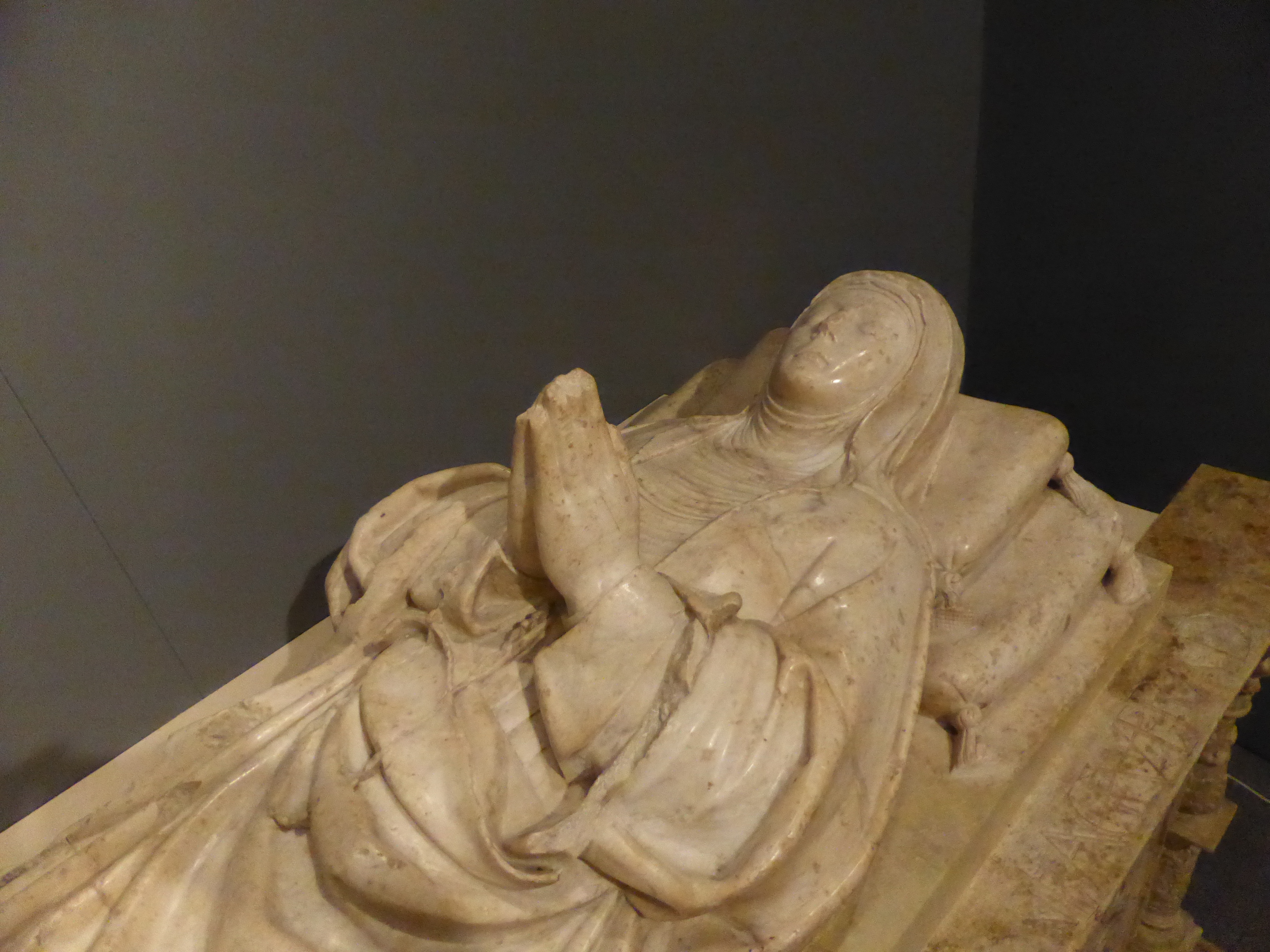
Skulptur der Beatriz Galindo, Kenotaph aus dem Convento de la Concepción Francisca, von Galindo 1531 selbst beauftragt, Museo de San Isidro, Madrid

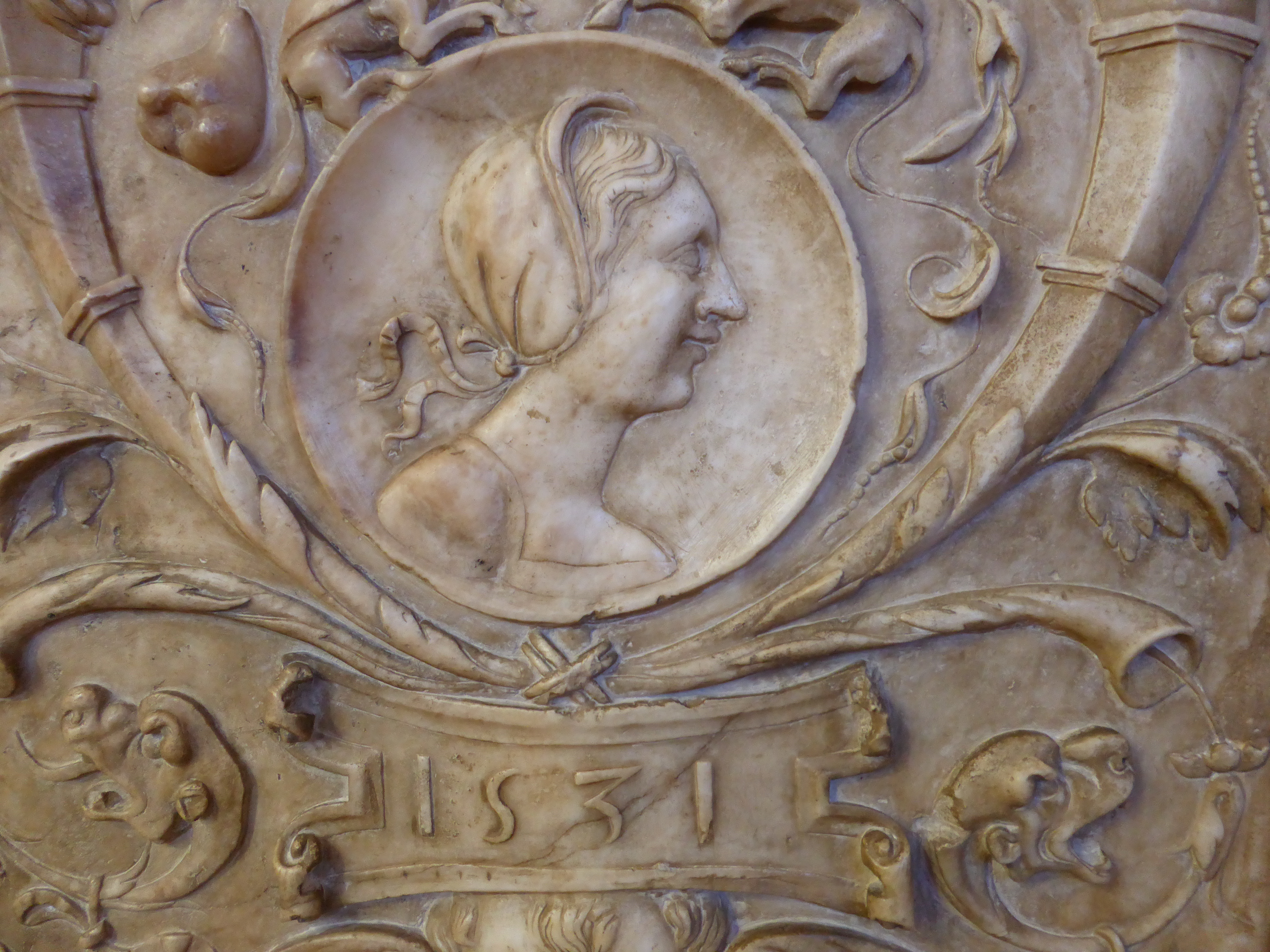
Porträt Beatriz Galindo, Kenotaph aus dem Convento de la Concepción Jerónima, von Galindo 1531 selbst beauftragt, Museo de San Isidro, Madrid

Beatriz Galindo, genannt La Latina (* 1465 in Salamanca; † 23. November 1535 in Madrid), war eine spanische Schriftstellerin und Humanistin, Lehrerin für Latein und Grammatik der Königin Isabella der Katholischen und Hauslehrerin ihrer Kinder.

## Leben
Galindo wurde nach mehrheitlicher Auffassung im Jahr 1465 in Salamanca in eine Hidalgo-Familie geboren, eine Mindermeinung hält 1464 für richtiger. Es ist wahrscheinlich, dass sie eine Schwester von Gaspar de Gricio war, der am Hof von Johann II. und später bei Königin Isabella Sekretär war. Sie war daher wahrscheinlich aus dem Adelsgeschlecht der Gricio im Königreichs León und dann von den Galindos der Stadt Ecija abstammte.
Wegen ihrer Intelligenz und ihrem Interesse am Wissen wurde sie zum Grammatikunterricht an einer der Schulen der Universität von Salamanca und danach für den Eintritt in ein Kloster bestimmt. Sie zeigte große Begabung für Latein: Mit fünfzehn Jahren konnte sie nicht nur die klassischen Texte gut lesen und übersetzen, sondern auch mit großer Korrektheit und Geläufigkeit in dieser Sprache sprechen und schreiben. Diese Begabung verbreitete sich in Salamanca und darüber hinaus und trug ihr den Beinamen La Latina ein. Sie sprach zudem fließend Griechisch und war besonders von Aristoteles angetan. 1486, als sie sich darauf vorbereitete, als Nonne ins Kloster einzutreten, wurde sie von Königin Isabella an den Hof gerufen.
Der Chronist Gonzalo Fernández de Oviedo beschrieb Beatriz Galindo als:

«[…] muy grande gramática y honesta y virtuosa doncella hijadalgo; y la Reina Católica, informada d'esto y deseando aprender la lengua latina, envío por ella y enseñó a la Reina latín, y fue ella tal persona que ninguna mujer le fue tan acepta de cuantas Su Alteza tuvo para sí.»

„[…] sehr große Grammatikerin und ehrliche und tugendhafte Jungfrau; und die katholische Königin, die davon erfuhr und die lateinische Sprache lernen wollte, schickte nach ihr und sie unterrichtete die Königin in Latein und sie war eine solche Person, dass keine Frau von all denen, die Ihre Hoheit um sich hatte, für sie so willkommen war.“

Ihre Präsenz am Hof beschränkte sich nicht nur auf ihre Arbeit als Lehrerin, sondern, wie der Humanist Lucius Marinius Siculus (1444–1536), berichtet, schätzte die Königin ihren Rat sehr.
Im Dezember 1491 heiratete sie den Capitán artillero y Consejero de los Reyes Católicos, Francisco Ramírez de Madrid. Für diese Ehe erhielt sie von der Königin eine Mitgift von 500.000 Maravedí. Das Paar hatte zwei Söhne, Fernán und Nuflo. Sie wurde 1501 Witwe, zog sich vom Hof zurück und ließ sich in Madrid nieder, im heutigen Palacio de Viana, der umfangreich umgebaut wurde.
Ihr ist die Gründung des Hospital de la Latina (1499–1507), des Convento de la Concepción Francisca und des Convento de la Concepción Jerónima in Madrid zu verdanken.

## Puellae doctae
Beatriz Galindo gehört zu einer Gruppe von Frauen, die von Kindesbeinen an in den klassischen Sprachen, Latein und Griechisch, erzogen wurden und denen alle Kenntnisse des Humanismus beigebracht wurden, mit Ausnahme der Rhetorik, die den Männern vorbehalten war, da sie auf Politik und Krieg vorbereitete. Sie waren Teil der Renaissance-Höfe der iberischen Halbinsel während des 15. und der ersten Hälfte des 16. Jahrhunderts und ihre wichtigsten Förderer waren Königin Isabella die Katholische und die Infantin Maria von Portugal. Isabella förderte die Gründung der Casa de la Reina, eines Treffpunkts für diese Puellae doctae, die gelehrten Frauen. Bücher waren hochgeschätzte Güter.
Zusammen mit zum Beispiel Isabel de Villena und Teresa de Cartagena ist Galindo Ursache dafür, dass die Querella de las mujeres auf der iberischen Halbinsel anders diskutiert wird als in zum Beispiel in Deutschland. Christine de Pizan war in der humanistischen Welt der iberischen Halbinsel weithin bekannt, Königin Isabella hatte ein französisches Exemplar von Le Livre de la Cité des Dames in ihrer Bibliothek. Die Sprache, die in den Schriften allgemein verwendet wird, ist Latein.
An der Spitze der Frauen in Spanien stehen fünf Königinnen, die alle Schülerinnen von Beatriz Galindo waren: Königin Isabella I. selbst und ihre vier Töchter: Johanna, Königin von Kastilien; Katharina, Königin von England, sowie Isabella und Maria, beide Königinnen von Portugal. Erwähnenswert sind auch Luisa de Medrano, erste Professorin einer hispanischen Universität; Francisca de Nebrija, Tochter von Antonio de Nebrija, die mit ihrem Vater an der Gramática de la lengua castellana arbeitete und ihm auf dem Lehrstuhl für Rhetorik folgte; María Pacheco, Tochter von Íñigo López de Mendoza y Quiñones und Ehefrau von Juan de Padilla; Ana de Cervatón, Hofdame der Königin Germaine de Foix; Juana de Contreras, die wie die vorherige eine Schülerin und Korrespondentin von Lucius Marinius Siculus war; und andere wie Ángela de Carlet oder Isabel de Vergara. Sie waren alle wohl brillante Briefschreiberinnen, aber außer bei Luisa Sigea ist wenig Schriftliches überliefert. Lucius Marinius Siculus berichtete, dass er aus seinem Buch De rebus Hispaniae memorabilibus auf Anweisung von König Carlos I. „die Erwähnung von illustren Männern und nicht wenigen Frauen, die es wert sind, dass man sich ihrer erinnert“ (Subduximus itaque de volumine viros illustres et nonullas etiam mulieres memoratu dignas), entfernt habe.

## Nachleben
Beatriz Galindo selbst gab mehrere Grabdenkmäler zum Andenken an ihren Mann und sich selbst in Auftrag, die 1531 im plateresken Renaissancestil angefertigt wurden. Zwei Kenotaphe mit unterschiedlichen Motiven für sie selbst wurden in den beiden von ihr gegründeten Klöstern aufgestellt. Die liegende Skulptur ist aus Alabaster gefertigt. Sie befinden sich heute im Museo de San Isidro in Madrid. Nach ihrem Tod im Jahr 1535 wurde Galindo selbst in der Kirche des Convento de la Concepción Francisca beigesetzt, allerdings unter dem Altar im Chorraum.
In Madrid wird an diversen Stellen an Galindo erinnert: Die Calle de Beatriz Galindo ist nach ihr benannt. Der traditionellen Name Barrio de La Latina in der Altstadt verdankt seinen dem von Galindo 1499 gegründeten Hospital de la Latina und dort dem gelegenen Convento de la Concepción Jerónima. Er hat auch eine Metrostation der Linie 5 mit dem Namen La Latina. Außerdem benannte der Stadtrat 1971 bei der Dreiteilung des Stadtbezirks Carabanchel einen der neuen Teile als  Distrito Latina, den Stadtbezirk (10). Der Stadtbezirk errichtete 1999 auf der Plaza de la Puerta del Ángel ein Denkmal für Beatriz Galindo: eine kolossale Bronzestatue des Bildhauers José Luis Parés, die sie an ihrem Schreibtisch sitzend darstellt.
Mehrere Schulen in Spanien tragen ihren Namen; so wurde am Ende des Spanischen Bürgerkriegs 1940 das Instituto de Enseñanza Secundaria Beatriz Galindo im Palacio Villapadierna. Weitere Schulen befinden sich in Motril, Marbella, Alcalá de Henares (wo auch eine Straße nach ihr benannt ist), Bollullos de la Mitación, Salamanca, und im Barrio Aluche im Stadtbezirk Latina.
Der Airbus A340-313X der Iberia mit der Seriennummer EC-GUQ wurde 1990 nach Galindo benannt.
Judy Chicago widmete ihr eine Inschrift auf den dreieckigen Bodenfliesen des Heritage Floor ihrer 1974 bis 1979 entstandenen Installation The Dinner Party. Die mit dem Namen Beatrix Galindo beschrifteten Porzellanfliesen sind dem Platz mit dem Gedeck für Christine de Pizan zugeordnet.
Das spanische öffentliche Fernsehen RTVE sendete am 11. Juli 1998 eine Dokumentation zu Galindo in der Reihe Mujeres en la Historia.